# Antonio de la Ascensión
Antonio de la Ascensión fue un fraile carmelita, cronista y cosmógrafo. 
Natural de Salamanca, en cuya universidad aprendió matemáticas, continuó sus estudios en el colegio de Pilotos de Sevilla: pasó seglar a México, y hacia el año 1600 tomó el hábito de carmelita descalzo. Se hallaba de virrey de Nueva España el conde de Monterrey, quien en cumplimiento de las órdenes de la corte, dispuso una expedición marítima para el descubrimiento de California, al mando del capitán Sebastián Vizcaíno y teniendo noticia de los conocimientos náuticos y geográficos de fray Antonio, le nombró cosmógrafo de la expedición. Partió inmediatamente con otros dos religiosos carmelitas de su provincia de San Alberto, embarcándose en Acapulco los tres en calidad también de capellanes y misioneros. 
Escribió la relación de su viaje con este título: Viaje del nuevo descubrimiento que se hizo en la Nueva España, por el mar del S., desde el puerto de Acapulco hasta el cabo Mendocino, año 1602, yendo por general, Sebastian Vizcaino. Escribió también varios pareceres sobre la importancia de poblar las Californias y descubrir el estrecho de Anián. Murió fray Antonio en su convento de Puebla de los Angeles, a la edad de sesenta y tres años.